# Carleton Mabee
Pour les articles homonymes, voir Mabee.
Carleton Mabee (24 décembre 1914-18 décembre 2014) est un auteur américain récipiendaire d'un prix Pulitzer de la biographie ou de l'autobiographie pour une biographie de Samuel Morse en 1944.

## Biographie
Né à Shanghai, il étudie au Collège Bates de Lewiston dans le Maine et à l'Université Columbia de New York. Vivant à Gardiner dans l'État de New York, il devient professor emeritus de du pavillon de New Paltz de l'Université d'État de New York.

## Œuvres
- The American Leonardo: A Life of Samuel F. B. Morse, 1943; Literary Licensing, LLC, 2013,  (ISBN 9781494113834)[4]
- The Seaway Story, The Macmillan Company, 1961.
- Black Education in New York State: From Colonial to Modern Times, Syracuse University Press, 1979,  (ISBN 9780815622093)
- Sojourner Truth : Slave, Prophet, Legend, NYU Press, 1er janvier 1995, 312 p. (ISBN 978-0-8147-5525-9, lire en ligne)[5]
- Carleton Mabee, Gardiner and Lake Minnewaska, Arcadia Publishing, 2003, 128 p. (ISBN 978-0-7385-1185-6, lire en ligne)
- Black Freedom: The Nonviolent Abolitionists from 1830 Through the Civil War, The Macmillan Company, 1970,  (ISBN 9780025771703)